# Kim Kielsen
Kim Kielsen, né le 30 novembre 1966 à Paamiut, est un homme politique groenlandais. Il est chef du parti Siumut de 2014 à 2020 et Premier ministre du Groenland de 2014 à 2021.

## Biographie
Kim Kielsen débute dans la vie active en entrant dans la marine marchande. Il exerce ensuite les fonctions d'officier de police et entame une carrière politique sous la bannière du parti social-démocrate Siumut à partir de 2005 en étant élu au Parlement du Groenland. 
Ministre du logement, de la nature et de l'environnement à partir de novembre 2013, dans le gouvernement d'Aleqa Hammond, il succède à cette dernière comme Premier ministre par intérim le 1er octobre 2014, quand la cheffe du gouvernement est suspendue de ses fonctions par le Parlement. Le 17 octobre, il est élu dirigeant du Siumut lors d'une réunion spéciale du parti. 
Sous sa direction, le Siumut remporte de justesse les élections législatives anticipées du 28 novembre suivant. Le 4 décembre, une coalition est formée entre les partis Siumut, Les Démocrates et Atassut, qui détiennent ensemble 17 sièges sur 31 au Parlement. Le 12 décembre, Kielsen est élu Premier ministre par le Parlement.
En octobre 2016, les désaccords entre les partenaires de coalition entraînent le départ des Démocrates et d'Atassut du gouvernement. Kielsen forme alors une nouvelle coalition avec les partis Inuit Ataqatigiit et Naleraq.
À la suite des élections législatives du 24 avril 2018, Kielsen est reconduit et forme un gouvernement de coalition entre les partis Siumut, Naleraq, Atassut et Nunatta Qitornai.
Le 29 novembre 2020, Kielsen est remplacé par Erik Jensen à la tête du Siumut.
En février 2021, l'ouverture de consultations publiques sur le gisement de terres rares et d'uranium dans le sud du pays entraîne une crise politique et le vote d'une motion de censure contre le gouvernement de Kim Kielsen le 16 février.
Des élections législatives anticipées se tiennent le 6 avril suivant, au cours desquelles le Siumut est devancé par Inuit Ataqatigiit. Le 23 avril, Múte Bourup Egede devient le nouveau Premier ministre.